# Fuente de Neptuno (Monterrey)

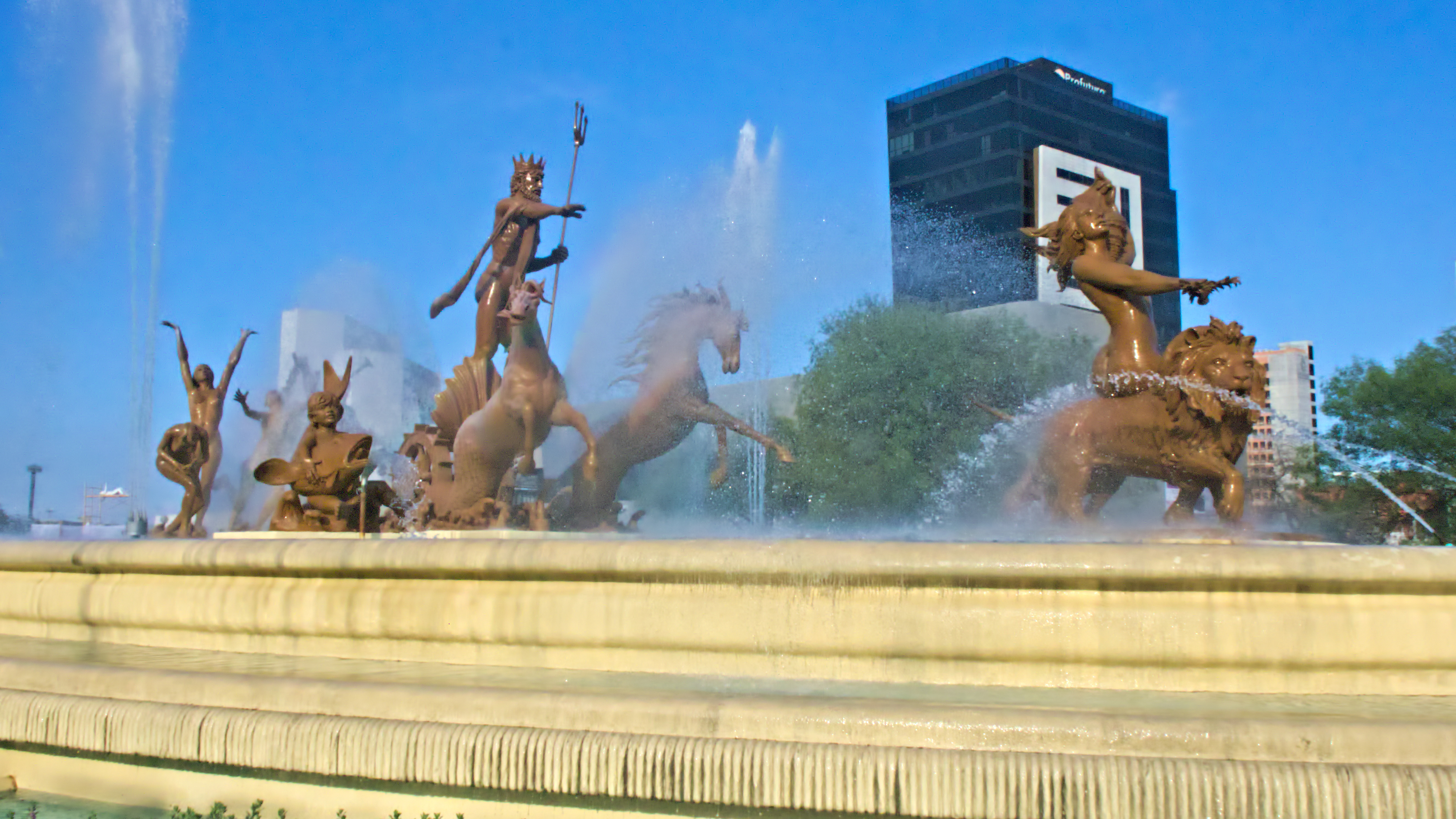
Fotografía frontal de la "Fuente de Neptuno", también conocida como "Fuente de la vida".

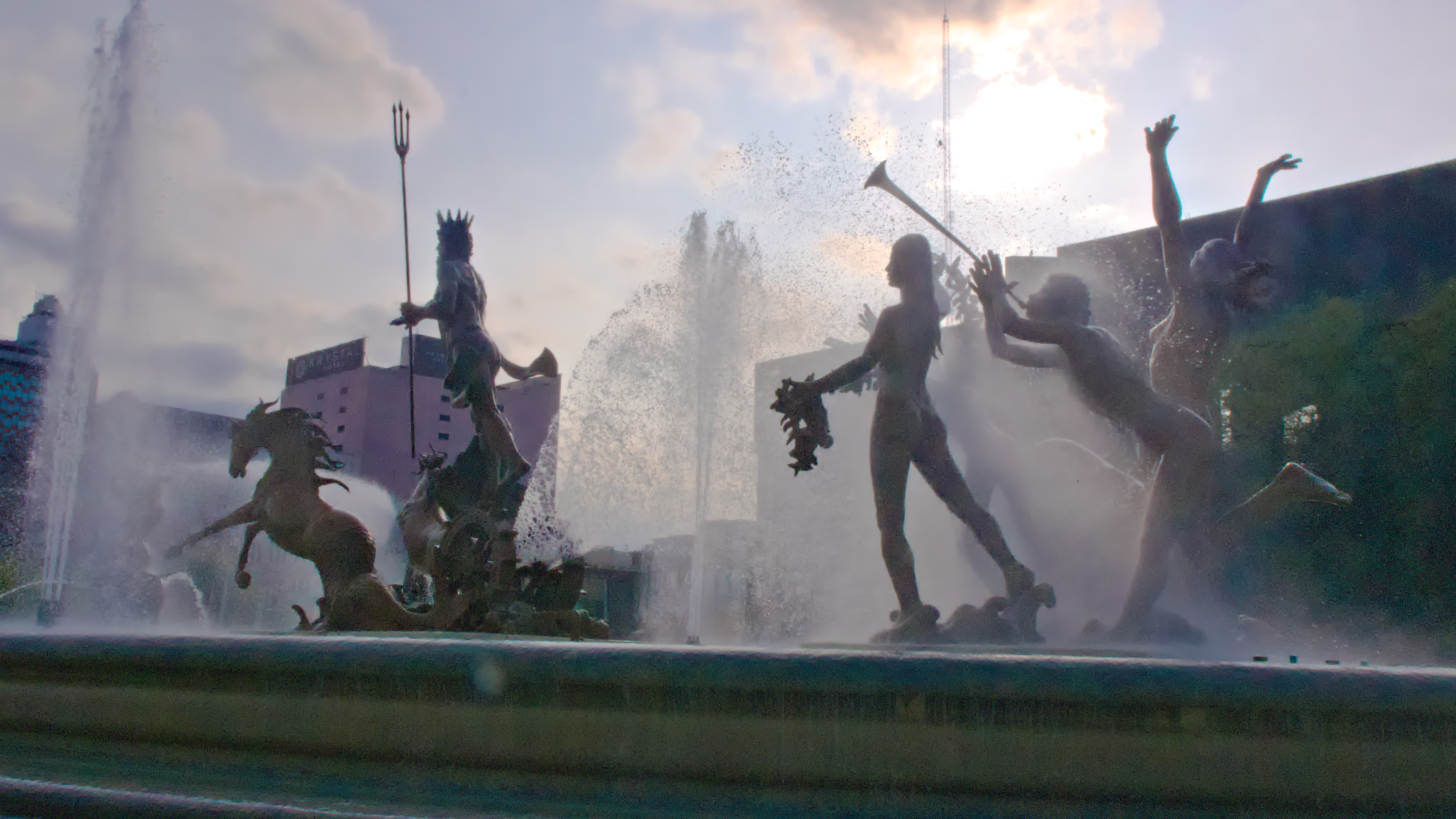
Fotografía desde atrás de la "Fuente de Neptuno", también conocida como "Fuente de la vida".

La Fuente de Neptuno o Fuente de la Vida es una fuente instalada en la ciudad de Monterrey, capital del estado de Nuevo León. Fue inaugurada en 1984, obra del artista Luis Sanguino, siendo el monumento central de la Macroplaza.

## Descripción
La fuente tiene una gran escultura del dios Neptuno a bordo de un carruaje jalado por mitológicos caballos marinos, está acompañada por un conjunto de 5 figuras femeninas que representan a unas ninfas en diferentes posiciones recibiendo el agua con gran emoción: Unas la beben, otras tocan instrumentos entre el sonido y la frescura del agua y otras llevan guirnaldas con frutas. La figura frontal es una diosa que está coronando por su triunfo en la batalla del agua a un León, símbolo de este Estado. A la escultura central también la acompañan otras esculturas, como la del niño que sostiene un pez o la de otro niño con un cuerno de la abundancia. Cada una simboliza la abundancia de peces y agua que llegó a Monterrey y el estado de Nuevo León, a través de la presa Cerro Prieto. El hecho de haber elegido Neptuno, divinidad de la mitología clásica occidental en vez de al dios azteca del agua y de la lluvia, Tláloc, supuso que al principio, la fuente fuera criticada.
Este monumento tiene forma de elipse de 42 {\displaystyle m} de largo por 26 {\displaystyle m} de ancho con una capacidad de 250 {\displaystyle m^{3}} de agua, cuyos surtidores la elevan de 4 {\displaystyle m} a 12 {\displaystyle m} de altura. Se trata de un conjunto que, por sus figuras y disposición, bien podría recordarnos la magnífica fuente de Neptuno del Palacio Real de la Granja de San Ildefonso. Es por tanto, una obra de expresión clásica del arte incorporada a la modernidad de la Macroplaza donde está ubicada. Esta fuente simboliza la lucha del pueblo de Nuevo León por asegurarse el abastecimiento del agua metropolitana, que tras grandes esfuerzos conseguirían mediante la necesaria canalización de tuberías. Las figuras están realizadas en bronce y tienen 15 {\displaystyle t} (toneladas) de peso. En ellas está plasmada la actitud de agradecimiento y emoción. 
Alrededor de la fuente hay un jardín, complementado con bancos y caminos. En los días de cielo despejado, se pueden ver las montañas de la Sierra Madre. En esta misma zona se pueden visitar otras atracciones, cerca de la Macroplaza: en la parte norte del parque se encuentra el Palacio de Gobierno, de estilo neoclásico, que además alberga el Museo del Palacio; al sur de la fuente verás el Faro del Comercio, de 70 {\displaystyle m} de alto, así como la catedral metropolitana de Nuestra Señora de Monterrey.